# Aigle noir (série télévisée)
Pour les articles homonymes, voir Aigle noir.
Aigle noir (Brave Eagle) est une série télévisée américaine, en 26 épisodes de 25 minutes, en noir et blanc, créée par Jack Lacey et diffusée entre le 28 septembre 1955 et le 14 mars 1956 sur le réseau CBS. V.F. Résumé de l'épisode  précédent : Claude Darget. Adaptation française Serge Plaute.
En France, la série a été diffusée à partir du 30 septembre 1957 sur l'unique chaîne de RTF Télévision. Épisode de dix  minutes avant le JT  de 20h15.

## Synopsis
Cette série met en scène Aigle noir, un jeune chef de tribu cheyenne, qui, fatigué de combattre, tente de faire la paix avec les « hommes blancs ».

## Distribution
- Keith Larsen : Aigle noir VF  Marc Cassot
- Keena Nomkeena (it) : Keena
- Kim Winona : Perle de rosée
- Bert Wheeler : Smokey Joe
- Pat Hogan (en) : Nuage noir
- Lee Van Cleef : Grand Ours

## Épisodes
1. Frère de sang (Blood Brother)
2. Cri du Heron (Cry of the Heron)
3. La trahison de At-Ta-Tu (The Treachery of At-Ta-Tu)
4. Titre français inconnu (Gold of Haunted Mountain)
5. Titre français inconnu (Search for the Sun)
6. Eclat lunaire (Moon Fire)
7. Masque de Manitou (Mask of the Manitou)
8. Le Vol (The Flight)
9. Code d'un chef (Code of a Chief)
10. Visage de la peur (Face of Fear)
11. la voix du serpent (Voice of the Serpent)
12. Bouclier d'honneur (Shield of Honor)
13. Le Défi (The Challenge)
14. Titre français inconnu (Medicine Drums)
15. L'Esprit de Hidden Valley (The Spirit of Hidden Valley)
16. Bébé peau-rouge (Papoose)
17. Titre français inconnu (The Storm Fool)
18. Titre français inconnu (The Gentle Warrior)
19. L'étrange animal (The Strange Animal)
20. Titre français inconnu (White Medicine Man)
21. Titre français inconnu (Death Trap)
22. Titre français inconnu (War Paint)
23. La Vallée de la décision (Valley Of Decision)
24. L'Ours Sorcier (Witch Bear)
25. Titre français inconnu (Trouble At Medicine Creek)
26. Titre français inconnu (Ambush At Arrow Pass)

## Commentaires
Cette série est la première à avoir fait d'un Indien son héros. Elle connut d'ailleurs un vif succès et fut traduite en italien, espagnol, allemand et bien sûr en français.
Poétique, écologiste avant l'heure, cette série séduisit les jeunes téléspectateurs et leurs parents. Malgré son triomphe et pour d'obscures raisons de droit d'auteur, elle s'arrêta au bout de 26 épisodes. Malgré cela, elle reste l'une des séries les plus appréciées aux États-Unis, où elle a été régulièrement rediffusée. En France, la reprise fut stoppée en cours de diffusion pour le motif que Keit Larsen était torse nu.
Kenna Nomkeena et Kim Winona étaient de véritables amérindiens.